# シンマクス (ローマ教皇)
シンマクス（Symmachus, ? - 514年7月19日）は、第51代ローマ教皇（在位：498年 - 514年）。カトリック教会で聖人とされる。

## 教皇就任前
シンクマスは、ヴァンダル統治下の地中海の島サルデーニャで、フォルトゥナトゥスの息子として生まれた。英国の歴史学者ジェフリー・リチャーズは、彼が異教徒として生まれたと述べている。シンクマスは、ローマで洗礼を受け、教皇アナスタシウス2世（496年 - 498年）のもとでローマ教会の大司教になった。

## 教皇政権中
シンクマスは498年11月22日にコンスタンティヌス教会で教皇に選出された。サンタプラセデの大司教ラウレンティウスは、東ローマ皇帝アナスタシウス1世によって支持された新ビザンツ派によって、同じ日に大聖堂の聖マリア（おそらく聖マリア・マッジョーレ）で教皇に選出された。 両派は、東ゴート王テオドリック大王の仲裁を認めることに同意した。テオドリックは、最初に選出された、支持者が最も多かった人物を教皇として認めるべきであると裁定した。これは純粋に政治的な決定であった。投票はシンクマスを支持し、彼の選挙は適切であると認められた。しかし、「ラウレンティウスの紙片」として知られている初期の文書は、シンマクスが賄賂を支払うことによって決定を取得したと主張している。

### 第1回ローマ教会会議
シンクマスは499年3月1日にローマで開催される会議を呼びかけ、72人の司教とローマの聖職者全員が出席した。ラウレンティウスは、この会議に出席した。その後、彼はカンパニアのヌセリア教区に割り当てられた。『リベル・ポンティフィカリス』によると、シンマクスはラウレンティウスに海運の管理を担当させた。「ラウレンティウスの紙片」は、ラウレンティウスがヌセリア（現在のサレルノ県ノチェーラ・インフェリオーレ）教区を担当している間に、教皇の後継者のために投票権を得ようと努め、またはそのために会議を呼び出し、協議を行ったすべての聖職者は追放され破門されるべきであると定めた。
501年、ラウレンティウスの後援者である元老院議員ルフィウスとフェストゥスは、さまざまな罪状で教皇シンクマスを非難した。最初の告訴は、シンクマスが間違った日に復活祭を祝ったことであった。テオドリック大王は彼をアリミヌムに召喚し、シンクマスは起訴に応じた。教皇は、不貞や教会の財産の誤用を含む他の多くの告発を発見するためだけに到着した。シンクマスはパニックになり、真夜中に1人の同伴者のみと共にリミニから逃亡した。彼の逃亡は、罪悪感の容認と見なされたため、誤算であることが判明した。ラウレンティウスは彼の支持者たちによってローマに連れ戻されたが、最上級の聖職者のほとんどを含むかなりの聖職者のグループは、彼と交流から撤退した。訪問司教であるアルティナのペトルスは、テオドリック大王によって復活祭を祝うために任命され、復活祭の後に召集される教会の決定まで、聖座の管理を担当した。

### 教会会議
他のイタリアの大都市、ラヴェンナのペトルス2世、ミラノのラウレンティウス、アクイレイアのマルチェリアヌスが議長を務める教会会議は、サンタ・マリア教会に開かれた。会議は、反シンマクス派であるフェストゥスとプロビヌスの要請により、テオデリック大王から訪問使徒として派遣された訪問司教アルティナのペトルスとの間ですぐに行き詰まった。シンマクスは、訪問司教の存在は聖座が空であることを意味し、彼が有罪である場合にのみ聖座が空である可能性があると主張した。集まった司教たちの大多数はこれに同意したが、訪問使徒はテオドリック大王の許可なしに撤退することはできなかった。この行き詰まりに対応して、ローマ市民による暴動が増加し、多くの司教たちがローマから逃げ、残りはテオドリックに集会をラヴェンナに移すよう請願した。
テオドリック大王は、9月1日に教会会議を再召集するように命じ、同盟を移動するという彼らの要求を拒否した。 8月27日、テオドリック大王は司教に、再召集の際、問題は同様に厳しいものだった。最初に、告発者は王がシンマクスが有罪であることをすでに知っていたので、教会会議が罪を犯し、証拠を聞き、そして判決を渡すべきであると述べる条項を含む文書を紹介した。さらに重要だったのは、教皇シンマクスの一派が教会会議に現れるのを妨害した暴徒による攻撃であった。支持者の多くが負傷し、司祭のゴルディアヌスやディニシムスを含む数人が殺害された。シノマドスは、教会会議出席者からの評判の要請にもかかわらず、サン・ピエトロ大聖堂に後退し、会議に出ることを拒否した。しかし、「シマハスの生涯」は、これらの殺害を一方の側のフェストゥスとプロビヌスの支持者と他方の側の元老院議員ファウストゥスとの間の路上戦闘の一部として提示している。攻撃は特に聖職者に対して向けられ、聖職者が夜にローマを歩き回るのは危険であった。

### 第4回教会会議
この時点で、教会会議は再びテオドリック大王に請願し、会議を解散して家に帰る許可を求めた。テオドリック大王は、10月1日付けの書簡で、彼らは問題を結論に至るまで見なければならないと答えた。さらに、司教たちは502年10月23日に再びパルマとして知られる場所に集まり、前の2つのセッションの出来事を見直した後、教皇は聖ペテロの後継者であるので、彼らは彼に判決を下すことはできないと決定し、問題を神に委ねた。彼との聖体拝領を放棄したすべての人は、彼と和解するように求められた。そして将来彼の同意なしにローマでミサを祝った聖職者はすべて分裂論として罰せられるべきであるとされ、この決議は、ミラノのラウレンティウスとラヴェンナのペトルスが率いる司教76人によって署名された。
この会議の結果にもかかわらず、ラウレンティウスはローマに戻った。「ラウレンティウスの紙片」によれば、今後4年間は教会を保持し、フェストゥスの支持を得て教皇として統治した。 2つの派閥間の闘争は2つの戦線で行われた。 1つは、各宗教収容所の支持者によって犯された暴力によるものであり、それは自由の女神に鮮やかに記述されている。もう1つは外交を通じて行われたもので、教会法の判決を裏付ける偽造文書の束、いわゆる「シンマクスの偽書」を作り、教皇として彼は説明を求められなかったというシンマクスの主張を裏付けた。外交戦線でのより生産的な成果は、テオドリック大王の介入を説得することであった。これは主に、ローマの執政官エンノディウスと追放された執政官ディオスコルスによって行われた。ついにテオドリックは、506年にラウレンティウスへの支持を撤回し、フェストゥスにローマの教会をシンマクスに引き渡すように指示した。
513年、アルルの司教であるカエサリウスは、イタリアに拘禁されている間にシンマクスを訪問した。この面会は、カエサリウスがパリウムを受け取ることにつながった。パリウムは、シンマクスの権威を確立するための助けを求めるために、たびたび贈られた。
教皇シンマクスは、ヴァンダル族の統治者によって追放されたアフリカとサルデーニャのカトリック司教に金と衣服を提供した。シンマクスは、またイタリア北部の囚人に援助の贈り物を与えた。
シンクマスは514年7月19日に亡くなり、サン・ピエトロ大聖堂に埋葬された。シンクマスの在位期間は、15年7か月27日間であった。